# سایوز تی‌ام‌ای-۹ام
سایوز-تی‌ام‌ای-۹ام (به روسی: Союз )(به معنای اتحاد) یک مأموریت سرنشین دار سازمان ملی فضانوردی روسیه به سمت ایستگاه فضایی بین‌المللی محسوب می‌شود.

همچنین فضاپیمای این مأموریت وظیفه ارسال و بازگرداندن تعدادی از فضانوردان گروه اعزامی ۳۶ و گروه اعزامی ۳۷ را نیز بر عهده داشت.

## خدمه مأموریت
| نام             | ملیت                | تعداد پرواز | نقش عملیاتی | تصویر |
| فیودور یورچیخین | روسیه               | ۴           | فرمانده     |       |
| کرن نایبرگ      | ایالات متحده آمریکا | ۲           | مهندس پرواز |       |
| لوکا پارمیتانو  | ایتالیا             | ۱           | مهندس پرواز |       |

## نگارخانه

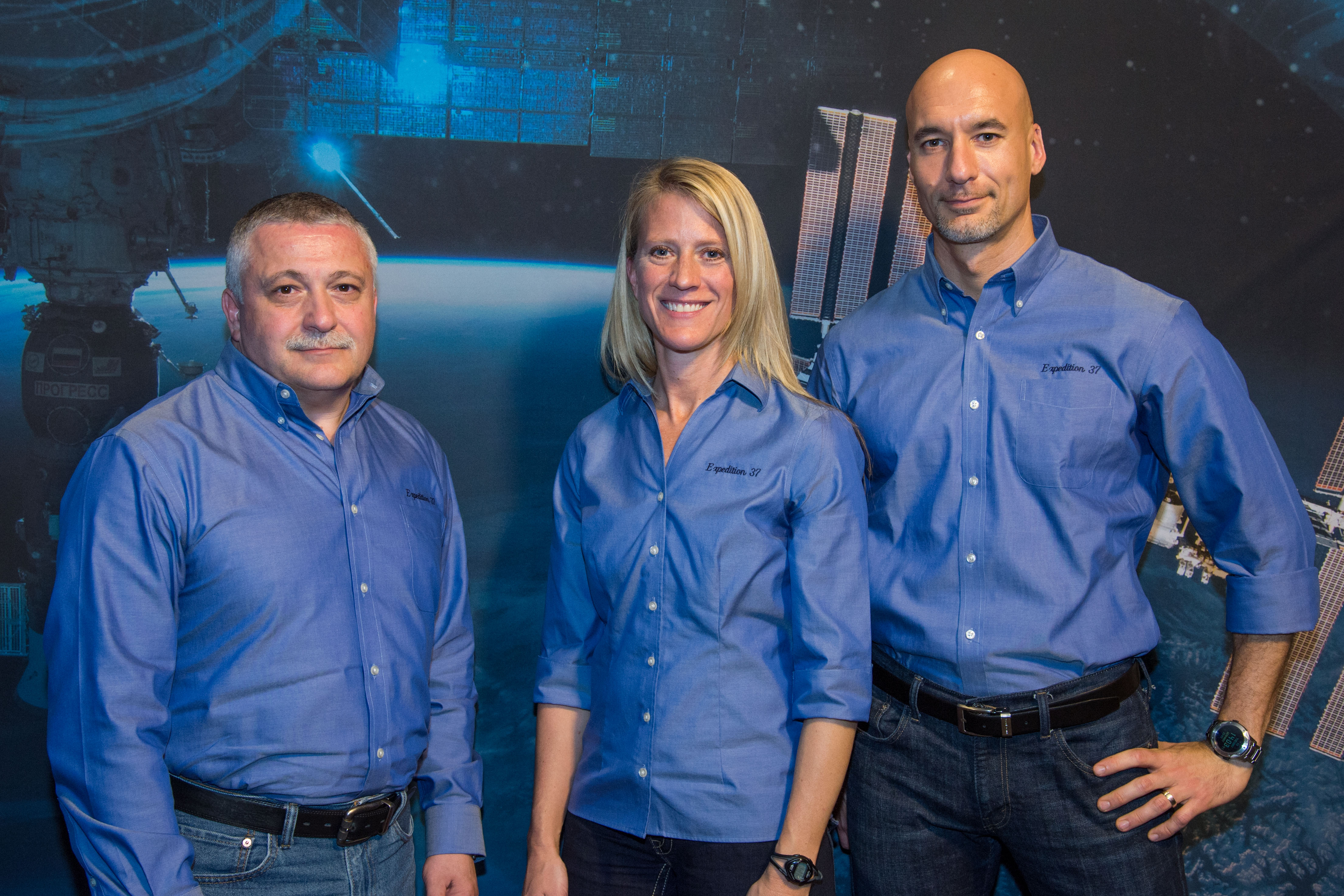
فضانوردان اصلی تی‌ام‌ای-۹ام
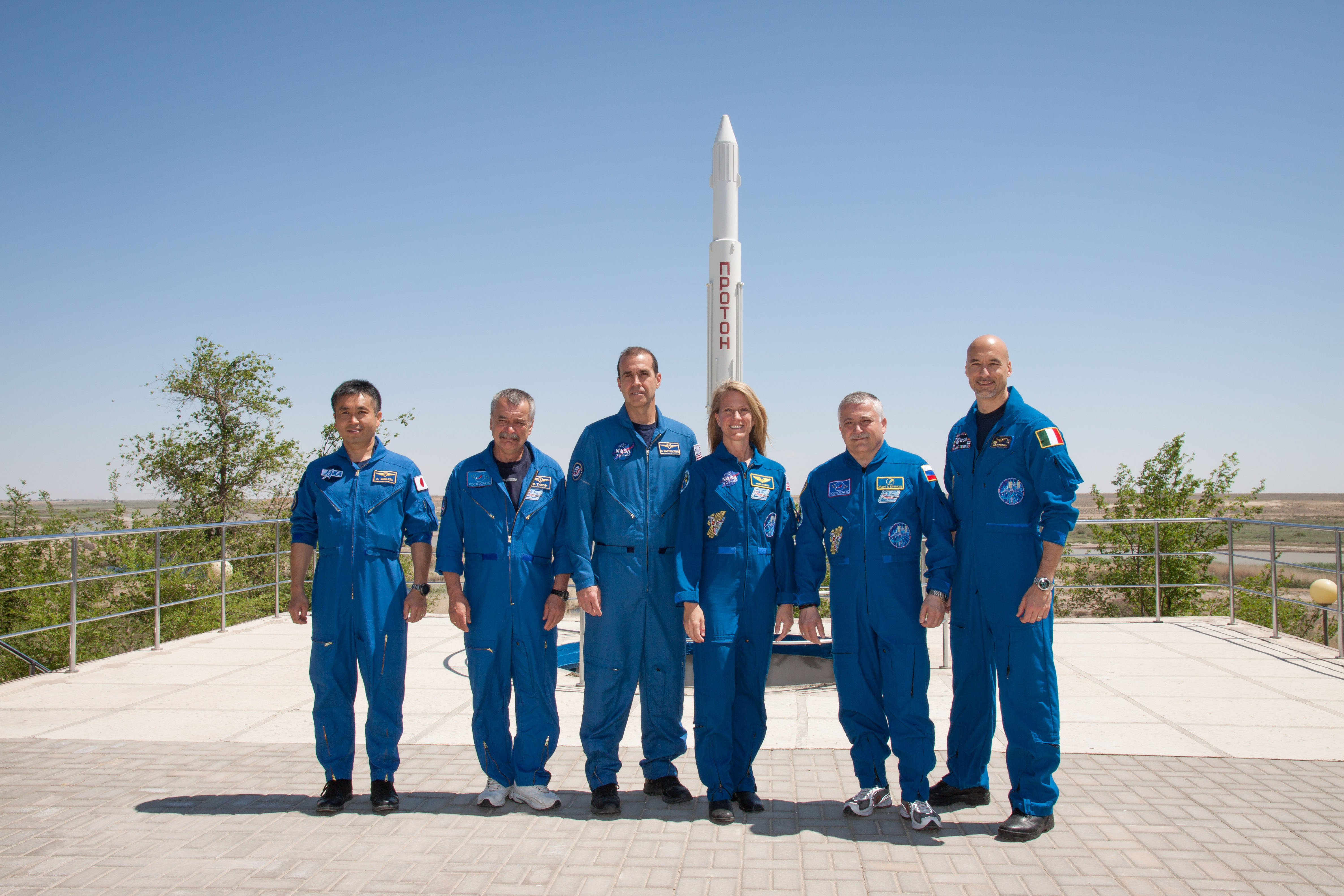
فضانوردان اصلی و پشتیبان تی‌ام‌ای-۹ام
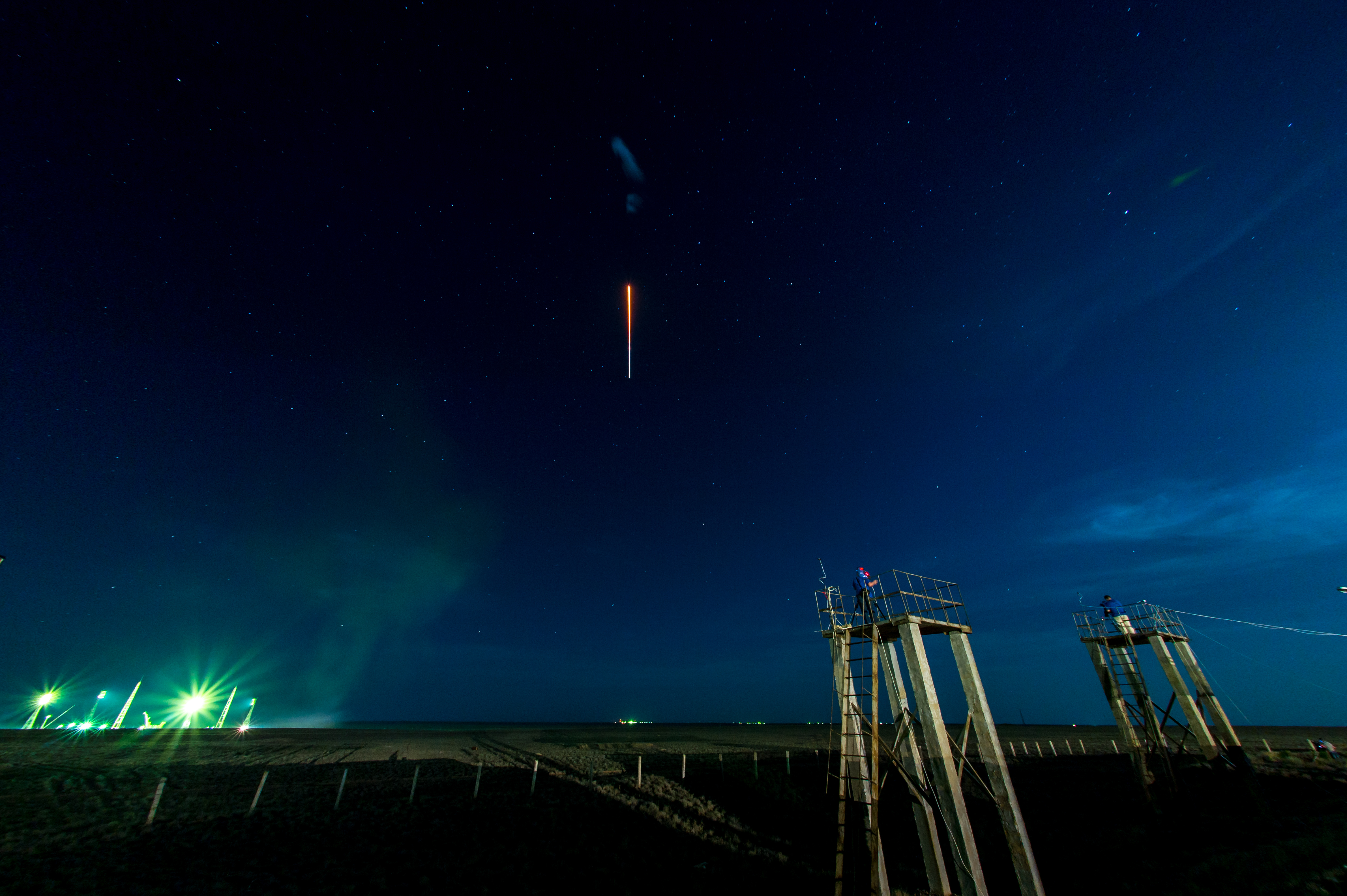
پرتاب تی‌ام‌ای-۹ام
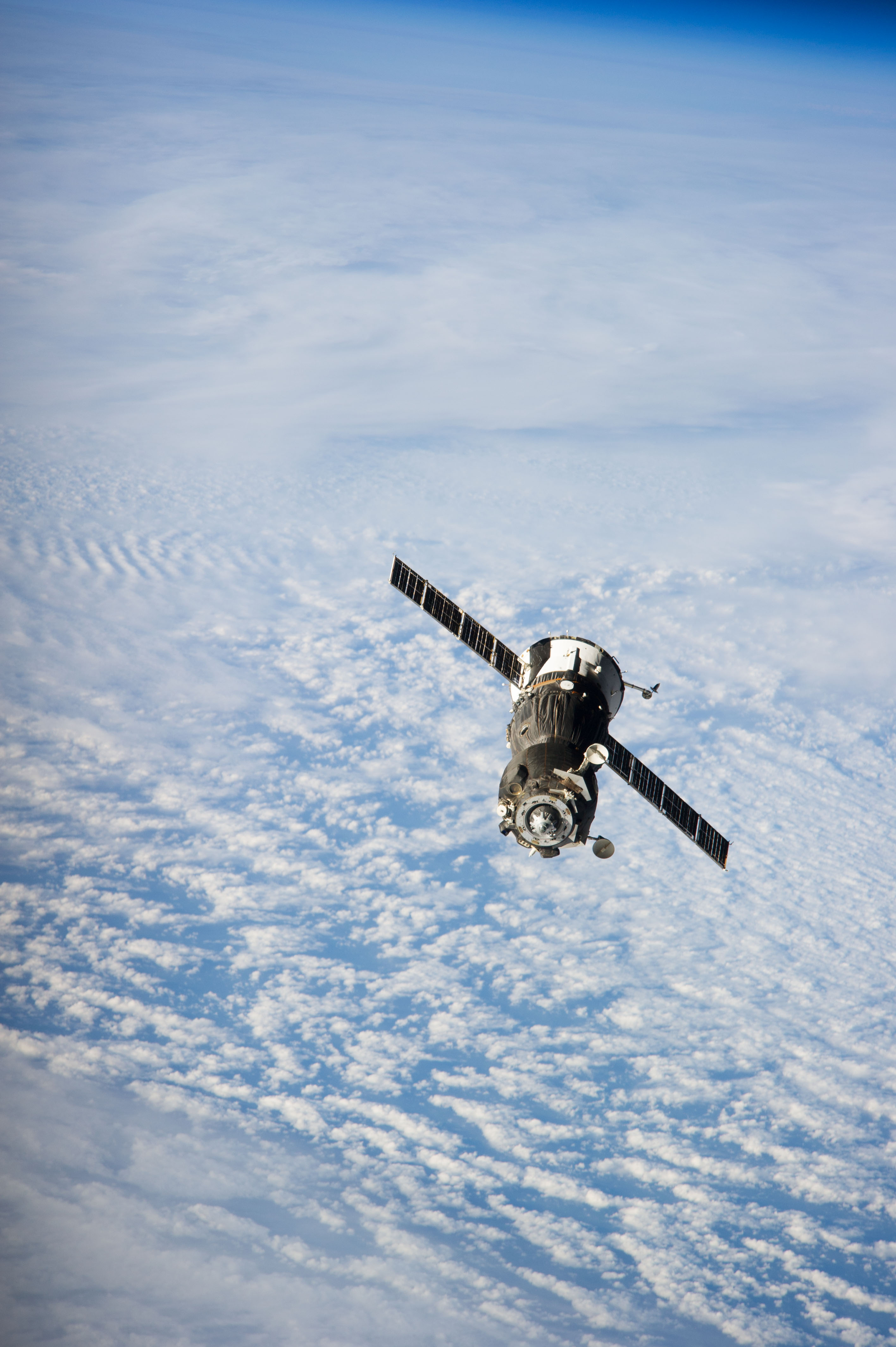
تی‌ام‌ای-۹ام در راه بازگشت به زمین
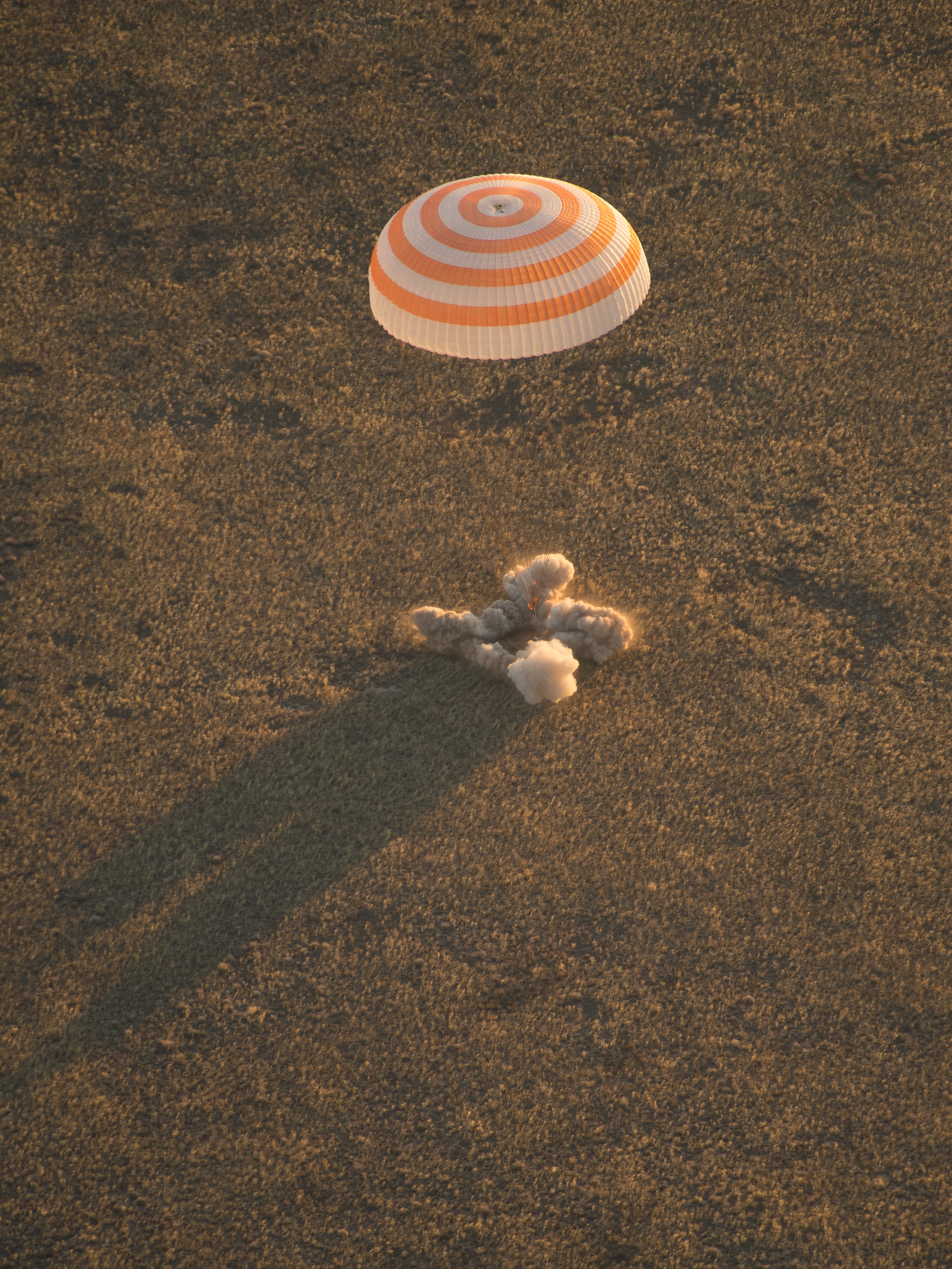
فرود تی‌ام‌ای-۹ام
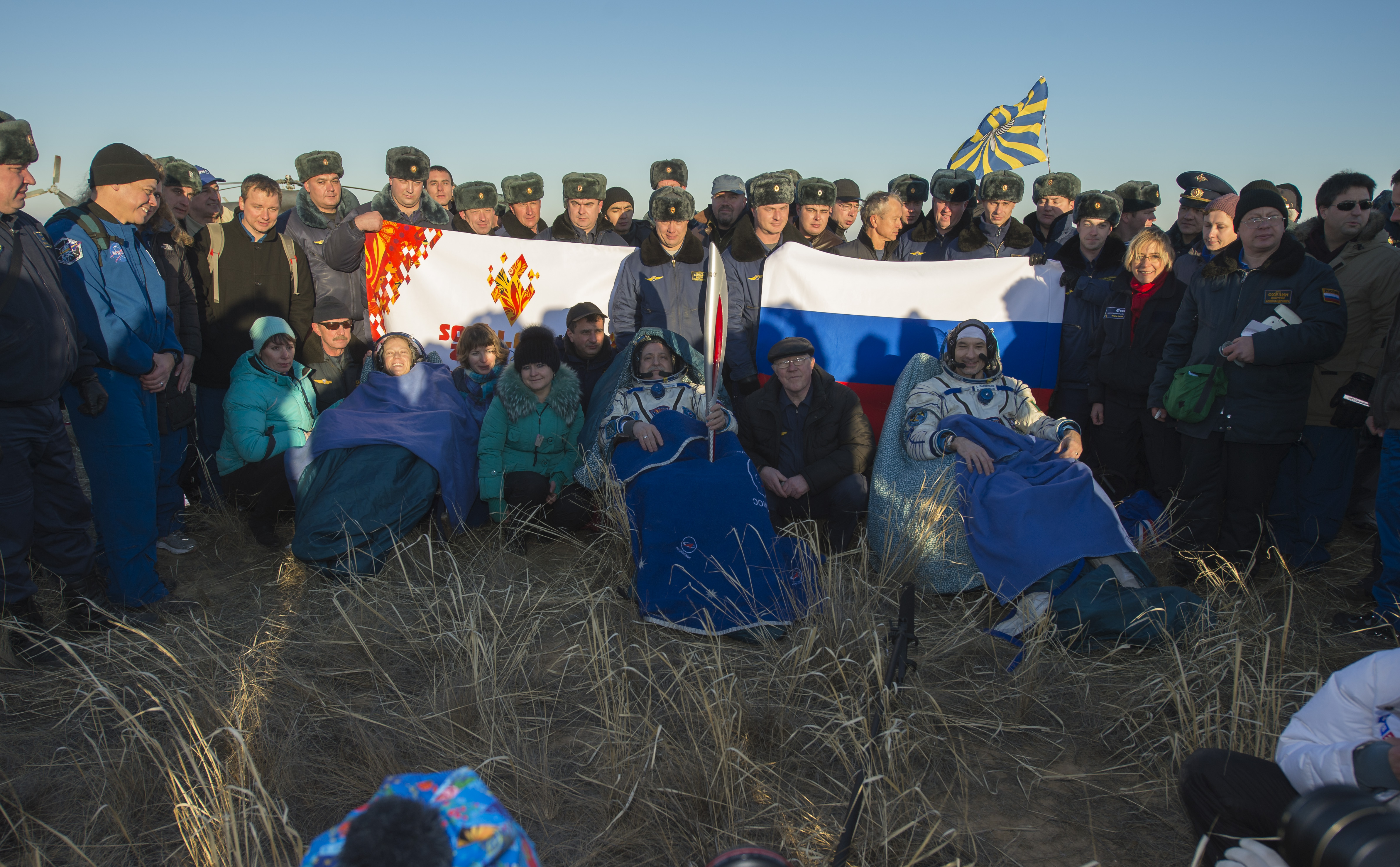
فضانوردان تی‌ام‌ای-۹ام پس از فرود